# The Lightless
The Lightless (englisch Die Lichtlosen) ist ein Album der belgischen Funeral-Doom-Band Inframonolithium.

## Geschichte
Die Entstehung von The Lightless schloss an die Veröffentlichung des Albums Mysterium im Januar 2018 an. Da Inframonolithium als Soloprojekt von Stijn van Cauter geführt wurde und die Musik in seinem Heimstudio Templa Libitina autark komponiert und eingespielt wurde, sind exakte Schreib- und Aufnahmezeiträume nicht publik. Techniker und Produzenten blieben ausgeschlossen. Allerdings kooperierte van Cauter zur Veröffentlichung mit Gennady Semykin, über dessen Label Endless Winter The Lightless erschien.
The Lightless erschien als zweites Album des Projektes. Rückblickend wurde das Demo aus dem Jahr 2017 gelegentlich als Album gerechnet und The Lightless als drittes Album geführt. The Lightless wurde am 10. Juli 2019 als Album über Endless Winter mit der Katalognummer EW-059 und einer Auflage von 300 Exemplaren veröffentlicht. Zugleich veröffentlichte van Cauter das Album als Musikdownload. Nachfolgend erfuhr das Album wenig Resonanz. Roman P-V urteilte für Headbanger.ru es sei eine durchschnittliche Veröffentlichung im Genre sowie eine Arbeitsleistung, die dem Vermögen und der Routine von van Cauter entspräche. Musikalische Höhen seien jedoch nicht auszumachen. Dabei betonen Rezensenten einhellig die Orientierung an der Ur-Form des Funeral Doom. Gegenüber der Einschätzung als durchschnittlich stehen hingegen solche als „majestätisch“ und als eine der es gelänge, „etwas erhellende Traurigkeit im bitteren Nichts“ einzubringen.

## Albuminformationen

### Stil
Die Musik entspricht dem Funeral Doom und dem Schaffen von van Cauter im Genre. Er beschreibt die Musik als rohen und kompromisslosen Funeral Doom. Rezensenten verweisen insbesondere auf die frühen Interpreten und Veröffentlichungen des Genres. In enormer Temporeduzierung werden wenige Saitenanschläge und „fiese Synthie-Melodien von nur wenigen Tönen“ werden anhaltend wiederholt. Der langsame Rhythmus wurde per Drumcomputer generiert und der Gesang beschränkt sich auf ein gutturales Growling weniger Textzeilen. Es wurde als die „typischen tief grollenden Klangwelten, die uns bei Zeitlupe-Gewitter in die dunklen Räume verfallender Bauten sperren“ beschrieben. „Durchschnitten wird das Höllenhundknurren von hohen Keyboard-Tönen, die die pochende Schwere katalysierend kontrastieren[.]“

### Konzept und Gestaltung
Mit dem The Lightless führte Stijn van Cauter das Grundkonzept von Inframonolithium als Reise in ein „leeres schreiendes Nichts“ fort. Auf dem metaphysisch aufgeladene Fantasy-Konzept mit kapitalismuskritischem Impetus des Projektes basierend handelt The Lightless von einer Welt, in der sich Licht und Dunkelheit verkehren.

„A life of lies and emptiness or one of freedom. False gifts of gold or cold truth. Slavery or control over one’s destiny.“

„Ein Leben voll Lügen und Leere oder eines der Freiheit. Falsche Geschenke aus Gold oder kalte Wahrheit. Sklaverei oder Kontrolle über das eigene Schicksal.“

Die Gestaltung übernahm van Cauter selbst. Das Cover zeigt drei magere humanoide Gestalten vor einem dunklen Hintergrund. Die digital erstellten Figuren sind schwarz und violett. Der Hintergrund ist dunkelgrau bis schwarz mit violetter Einfärbung. Die mittlere der hageren Figuren mit leuchtenden Augen verfügt über durchsichtige Flügel und schwebt im Vordergrund, während die beiden weiteren Figuren zu den Seiten hinter der Figur positioniert sind.

### Titelliste
1. Lies of the Light: 10:55
2. The Lightless: 11:23
3. In Shadows Drawn: 10:32
4. Night Tendrils: 13:10